# Línea de alta velocidad Logroño-Miranda de Ebro

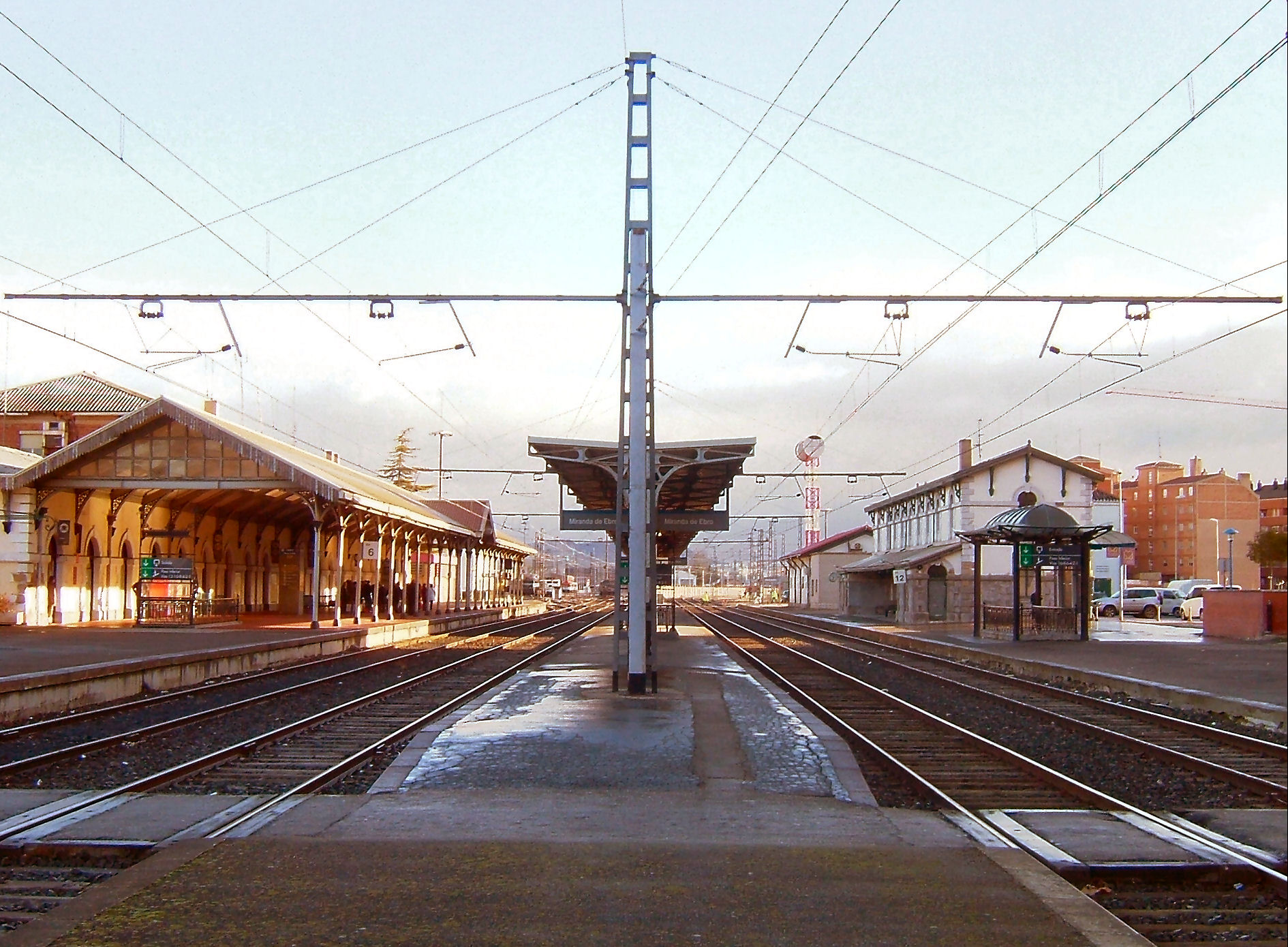
Vista de la estación de Miranda de Ebro.

La línea de Alta Velocidad Logroño-Miranda de Ebro es una línea de alta velocidad en proyecto que se extenderá entre la estación de Logroño y la estación de Miranda de Ebro. Constituirá parte del corredor del Ebro del ferrocarril de alta velocidad de España.
En Logroño conectará con la L.A.V. Zaragoza-Castejón-Pamplona/Logroño.
En Miranda de Ebro la línea conectará a su vez con la Línea de alta velocidad Venta de Baños-Burgos-Vitoria, que unirá la meseta y el centro de la península con Francia a través de la Y Vasca.
Actualmente se encuentra en Estudio informativo, fase que se espera que concluya para 2012.
En junio de 2021 se firmó un acuerdo entre los principales partidos políticos y agentes sociales de La Rioja para trasladar al Ministerio de Transportes una nueva propuesta de trazado, de menor impacto a la inicialmente seleccionada por el ministerio, que discurriría más al sur, desde Logroño hacia Nájera, para luego conectar con la línea Burgos-Miranda a la altura de Pancorbo.